# Mario Bonivento
Mario Bonivento (Pola, 28 gennaio 1903 – Grado, 15 novembre 1984) è stato un calciatore e allenatore di calcio italiano, di ruolo centrocampista o attaccante.

## Carriera

### Primi anni e Juventus
Ala di ruolo, dotato di fisico robusto, debuttò con la maglia della Juventus in Divisione Nazionale, l'allora massima categoria del campionato italiano, nel campionato 1927-1928, nella sconfitta casalinga del 27 settembre 1927 contro il Casale per 2-1, segnando la sua prima rete ad alto livello nella vittoria casalinga del 30 ottobre 1927 contro il Verona per 5-1.

### Pro Patria
Fu ceduto quindi alla Pro Patria nella trattativa che portò in Piemonte Mario Varglien; con la nuova maglia ricoprì il ruolo del calciatore ceduto Tognazzi facendo coppia con l'altro istriano Andrea Gregar in un reparto che poteva contare anche su un giovanissimo Carlo Reguzzoni e su Valentino Crosta. Al termine del primo campionato i quattro attaccanti segnarono 46 reti su 68 della squadra e la squadra si classificò quinta nel proprio girone, qualificandosi per il primo campionato di Serie A della storia. Esordì quindi nell'allora appena costituita Serie A il 6 ottobre 1929, in Pro Patria-Cremonese 4-2, alla prima giornata, siglando l'ultimo gol della partita per i bustocchi, realizzando una rete nella vittoria casalinga del 19 gennaio 1930 contro la Roma per 6-1 ed una tripletta nella vittoria casalinga del 9 marzo 1930 contro l'Alessandria per 4-0; al termine del campionato i bustocchi si piazzarono al dodicesimo posto in classifica, con Bonivento terzo migliore cannoniere della squadra.

### Napoli
Fu quindi ceduto per la stagione 1930-1931 al Vomero, allora militante in Prima Divisione, quindi nel 1931-1932 passò al Napoli, disputandovi solo quattro gare chiuso nel suo ruolo da giocatori ed idoli della folla locale come Attila Sallustro, Marcello Mihalich ed Antonio Vojak; nell'unica stagione con i partenopei debuttò contro la sua ex squadra nel pareggio a reti inviolate di Busto Arsizio del 10 gennaio 1932, giocando anche la gara di ritorno, il pareggio per 1-1 del 29 maggio 1932 a Napoli. Al termine della stagione, in cui non segnò reti, la squadra si classificò nona.

### Ultimi anni
L'anno seguente scese in Serie B con il Livorno, dove segnò una doppietta nella vittoria casalinga del 30 aprile 1933 contro il Messina per 7-0, per concludere la carriera ad alto livello prima con il Grion e poi con l'Arsa.
Vanta in totale 74 gare e 25 gol in massima categoria;  anche nel ventunesimo secolo viene ricordato come uno dei giocatori più importanti della squadra lombarda ed uno dei migliori giocatori giuliano-dalmati.

## Palmarès

### Giocatore

#### Competizioni nazionali
- Serie B: 1

Livorno: 1932-1933